# I promessi sposi (film 1913 Rodolfi)
I promessi sposi è un film del 1913 diretto da Eleuterio Rodolfi, tratto dall'omonimo romanzo di Alessandro Manzoni. È un film muto in bianco e nero prodotto dalla casa torinese "Ambrosio film".
Non va confuso col film omonimo prodotto nello stesso anno dalla "Pasquali" e diretto da Ubaldo Maria Del Colle.

## Trama
Nel 1628, nel Ducato di Milano soggetto al dominio spagnolo, in una località sul lago di Como, il signorotto Don Rodrigo vuole sedurre Lucia, giovane del luogo fidanzata con Renzo, e minaccia il curato don Abbondio affinché non celebri il loro matrimonio. I due giovani, aiutati dal Frate Cristoforo, sono costretti a fuggire, andando così incontro ad ogni sorta di peripezie. Lui, coinvolto in una sommossa milanese, deve fuggire a Bergamo, lei viene rapita, con la complicità della Monaca di Monza, dall'Innominato, che poi si converte e la libera.
In seguito tutto viene travolto dalla peste che, portata dagli invasori Lanzichenecchi, fa strage tra la popolazione di ogni ceto. Renzo e Lucia, sopravvissuti al contagio, si ritrovano nel Lazzaretto di Milano e grazie al Frate, ormai morente, superano le ultime difficoltà. Possono così finalmente sposarsi ed avere una famiglia, rievocando le loro disavventure come una prova a cui li ha sottoposti la Divina Provvidenza.

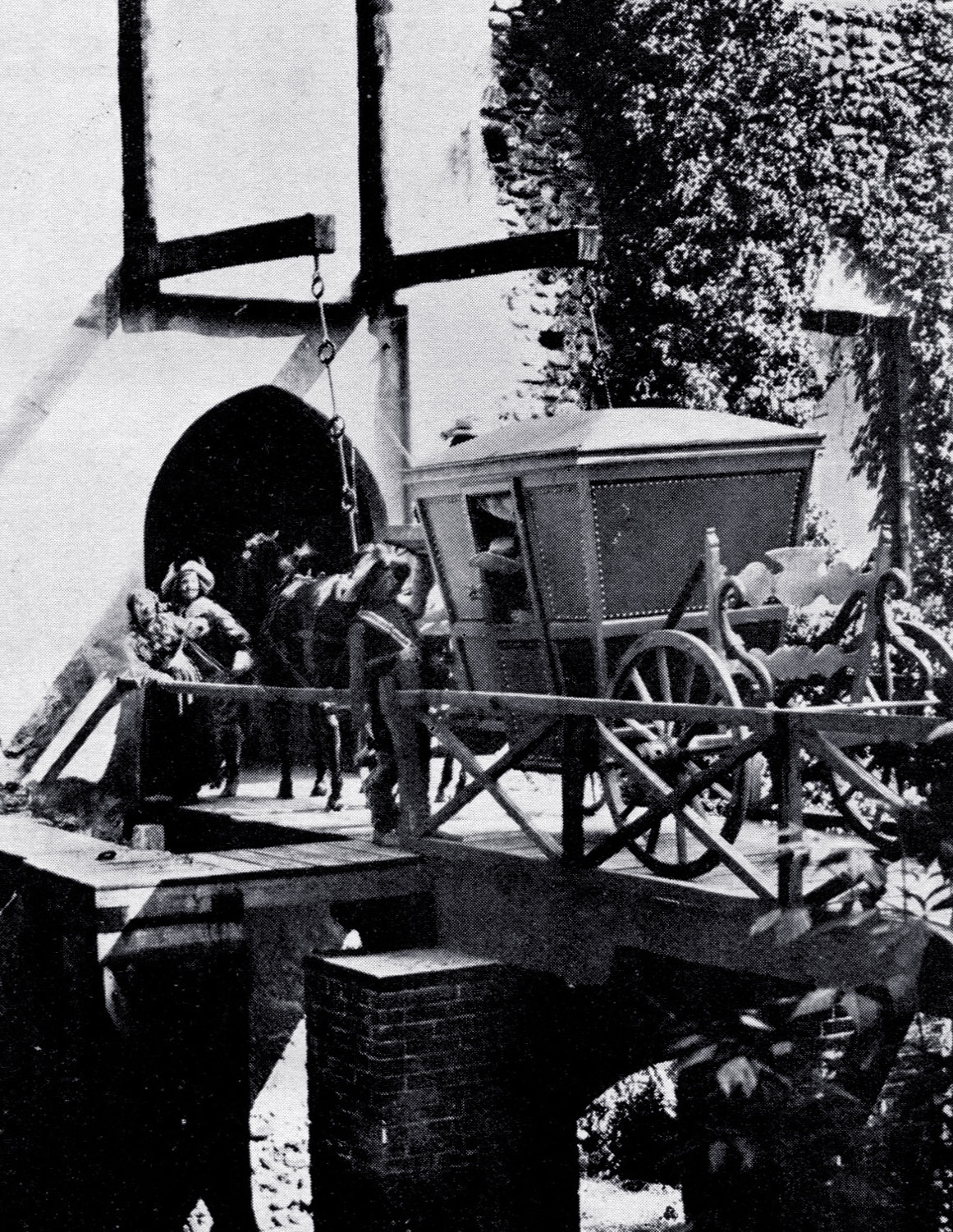
Il castello dell'Innominato

## Produzione
Diretto da Rodolfi, girato per gli esterni nel Lecchese sui luoghi del romanzo, ed uscito nel settembre 1913 con una "prima" al Lido di Venezia, questo film fu uno dei due realizzati in quello stesso anno tratti dalla famosa opera del Manzoni (l'altra versione fu prodotta dalla "Pasquali" e diretta da Ubaldo Maria Del Colle). L'uscita quasi contemporanea di due pellicole ispirate alle vicende di Renzo e Lucia, motivata anche dalla ricorrenza del 40.mo anniversario della morte di Manzoni, costituì «il primo caso di diretta concorrenza tra le società [produttrici] torinesi, che, in quello stesso anno, si scontreranno ancora più pesantemente allestendo due versioni de Gli ultimi giorni di Pompei». Questa versione era caratterizzata da una forte riduzione rispetto alla complessità del romanzo e, in qualche caso, da modifiche sostanziali della sua trama, sia nella parte iniziale sia in quella finale.

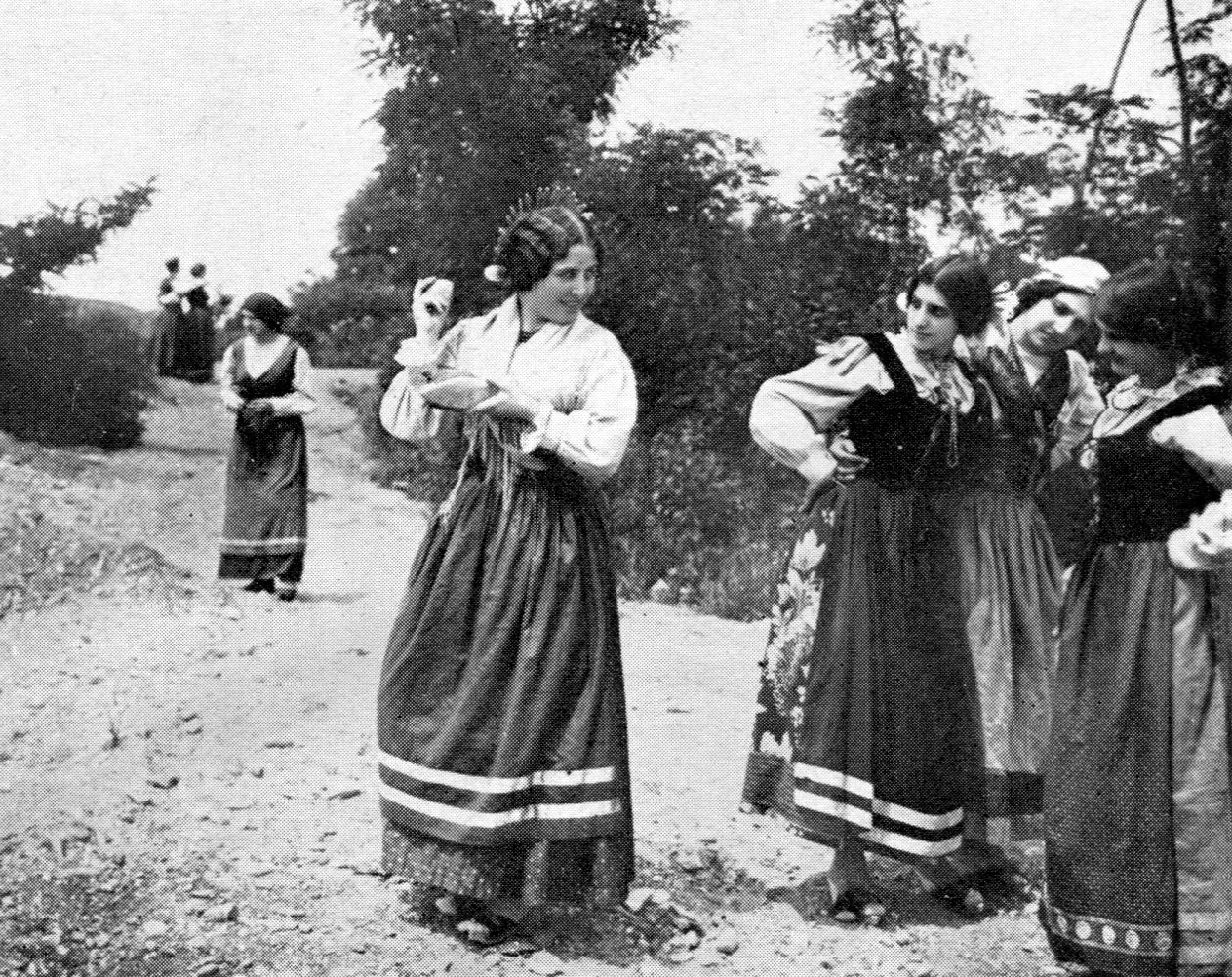
Gigetta Morano (al centro) è Lucia Mondella

Lo sviluppo di questa accesa concorrenza su tematiche simili si inquadrava in un periodo particolarmente felice della cinematografia italiana. «Gli anni che vanno dal 1912 al 1914 - ha scritto Brunetta - segnano la grande espansione ed il consolidamento delle strutture: l'industria [cinematografica] italiana gode del suo momento di massimo splendore e successo», al punto che le esportazioni di pellicole italiane ammontava negli anni antecedenti la guerra a 40 milioni di lire oro. Sull'onda di questo sviluppo, in quegli anni entrambe le case di produzione torinesi coinvolte nella gara aprirono nuovi stabilimenti, la "Pasquali" nel 1912 a Roma, mentre la "Ambrosio" amplia nel 1913 gli impianti torinesi e ne realizza di nuovi a Bologna ed a Napoli.
La "Ambrosio" perse la gara con la "Pasquali" per arrivare prima sugli schermi con la riduzione manzoniana, in quanto questo film di Rodolfi uscì circa due mesi dopo l'altro. La pellicola ebbe anche una distribuzione all'estero, negli Stati Uniti (dove il film fu segnalato per un contenzioso con la pellicola concorrente) ed America Latina. In alcuni casi le due pellicole vennero anche presentate assieme nella stessa sala cinematografica, fatto che suscitò diversi commenti critici.

## Accoglienza e critica
I commenti al film, che spesso misero a confronto le due pellicole quasi contemporanee, furono positivi. «Nobile pellicola questa dei Promessi sposi - fu il commento de Il maggese cinematografico del 25 ottobre 1913 - , checché se ne voglia dire. Mi rallegro con il cav. Ambrosio per questa sua edizione, mi rallegro non solo per la pellicola, ma per l'idea che l'ha informata», mentre su La vita cinematografica del 31 ottobre 1913 venne scritto che «brilla in entrambe le pellicole una luce di nobilissimo intendimento artistico e di sincero rispetto della grande opera della letteratura italiana»